# Мечеть Їлдирим Баязида
Мече́ть Їлдири́м Баязи́да (тур. Yıldırım Bayezid Camii) — мечеть у центральній частині міста Едірне, збудована султаном Баязи́дом I Їлдири́мом наприкінці XIV століття.
Мечеть Їлдирим Баязида є найстарішою мечеттю в Едірне. Мечеть розташована у внутрішньому дворі, до якого ведуть троє воріт. Для її будівництва використовувалися тесаний камінь та цегла. Мечеть має входи зі східного та західного боків та один мінарет. З обох боків мечеті розташовані кімнати, вкриті куполами. Головний простір мечеті вкритий куполом діаметром 8 метрів. Верхні вікна мечеті прикрашені вітражами. Під час російської окупації 1877 року кахлі мечеті були викрадені, а сама мечеть використовувалася як склад продовольства.